# Борис Илиев
Борис Илиев Попмихов, наричан Берковчанина, е български революционер, войвода на Върховния македоно-одрински комитет.

## Биография
Борис Илиев е роден в Берковица през 1882 година. Има основно образование. През 1900 година става член на ВМОК и през 1902 година е четник при мичман Тодор Саев. Взема участие в Горноджумайското въстание през септември-октомври 1902 година, а през 1903 година е в четата на щипския войвода поручик Сотир Атанасов, който действа в Щипско, Кратовско и Кочанско. Взема участие и в Илинденско-Преображенското въстание.
От началото на 1905 година е в четата на капитан Юрдан Стоянов, която действа в Горноджумайско и Мелнишко. За известно време е в четата на полковник Анастас Янков. От 1906 година е определен за районен войвода в Горноджумайско.
По време на Балканската война 1912 – 1913 Борис Илиев е войвода на партизанска чета № 30 на Македоно-одринското опълчение. На 26 септември четата на Илиев нахлува в Горноджумайско и предприема мерки по организирането на местното българско население във въоръжени милиции. Сражава се при селата Сърбиново, Осеново и Градево. В доклада си до Щаба на МОО пише:
| „ | Назначих селски чети, които при първия топовен вистрел на границата да скъсат всички телеграфни и телефонни съобщения и да дават съдействие на настъпающите български части. | “ |

| Чета № 30 на МОО с командир Борис Илиев | Чета № 30 на МОО с командир Борис Илиев | Чета № 30 на МОО с командир Борис Илиев | Чета № 30 на МОО с командир Борис Илиев | Чета № 30 на МОО с командир Борис Илиев | Чета № 30 на МОО с командир Борис Илиев |
| Номер                                   | Име                                     | Години                                  | Околия                                  | Селище                                  | Бележка                                 |
| --------------------------------------- | --------------------------------------- | --------------------------------------- | --------------------------------------- | --------------------------------------- | --------------------------------------- |
|                                         | Васил Кушев                             | 18                                      | Велешко                                 | Велес                                   | орден „За храброст“ IV степен           |
|                                         | Николай Николаев                        | 19                                      | Кюстенджанско                           | Кюстенджа                               |                                         |

По-късно действа в Солунско и заедно с българската армия влиза в Солун.
През Междусъюзническата война (1913) е в състава на 14-а воденска дружина на Опълчението, като е награден със сребърен медал. Участва и в Първата световна война 1915 – 1918.
Участва в Първата световна война, след която става член на БКП. Участва активно в подготовката и провеждането на Септемврийското въстание в 1923 година. Командва въстаническа група, с която участва в превземането на Берковица. При потушаването на бунта е заловен и изтезаван, вследствие на което заболява тежко.
Умира в Берковица на 28 юни 1930 година.